# Saint John Capisterre
Saint John Capisterre är en parish i Saint Kitts och Nevis. Den ligger i den nordvästra delen av landet, 13 km nordväst om huvudstaden Basseterre. Antalet invånare är 2 859. Arean är 25,0 kvadratkilometer. Saint John Capisterre ligger på ön Saint Christopher.
Följande samhällen finns i Saint John Capisterre:
- Sadlers
- Tabernacle
- Dieppe Bay Town

Den högsta punkten på Saint Christopher, vulkanen Mount Liamuiga, 1156 m ö.h., ligger också i Saint John Capisterre.